# Блашке, Эдуард Леонидович
Эдуа́рд Леони́дович Бла́шке (1810—1878) — российский военный врач, этнограф, исследователь Русской Америки.

## Биография
Из прибалтийских немцев. В октябре 1835 года в должности военного врача 12-го флотского экипажа прибыл в Русскую Америку, где вскоре началась эпидемия натуральной оспы, от которой особенно пострадало туземное население Аляски и Алеутских островов: в колониях прежде чем было введено прививание, погибло около 3000 туземцев. В мае 1838 года на бриге «Полифем» (под командованием Д. Ф. Чернова) был отправлен в Уналашкинский отдел Лисьих островов для борьбы с эпидемией. Внёс большой вклад в вакцинацию алеутов от оспы: в 1838 году, в период с 19 июня по 25 августа, объехав на байдарке множество селений, он сумел сделать прививки 1080 местным жителям (130 все-таки погибло). По возвращении из экспедиции, Блашке на бриге «Байкал» под командованием С. В. Воеводского вернулся в Ново-Архангельск. В том же году за заслуги в практической медицине он был удостоен звания штаб-лекаря. Эпидемия, постепенно стихая, продолжалась вплоть до 1840 и 30 сентября того года Блашке покинул Ново-Архангельск.
В 1842 году в Санкт-Петербурге на латыни вышла его книга «Медицинская топография Ново-Архангельского порта», в которой кроме отраслевых проблем он дал описание природы и населения острова Баранова. Его очерк «Несколько замечаний о плавании в байдарках и о лисьевских алеутах», напечатанный в двух номерах (апрель-май) «Морского сборника» за 1848 год, стал первой этнографической статьёй (в числе первых непереводных) в этом журнале, который начал издаваться незадолго до этого. Автор, дав подробное описание образа жизни алеутов, отзывался о них с большой симпатией и сочувствием.

## Память
В честь Э. Л. Блашке названы острова Блашке (Тихий океан, побережье Северной Америки, архипелаг Александра, 56°08′ с.ш., 132°54′ з.д., острова названы по фамилии врача корабля РАК «Николай» Э. Л. Блашке).